# Frankfurt Lions
Frankfurt Lions var en professionell ishockeyklubb från Frankfurt, Tyskland som spelade i DEL. Klubben upphörde med sin verksamhet 2010 på grund av ekonomiska svårigheter.

## Historia
Ishockeylaget grundades som en del av den berömda idrottsföreningen Eintracht Frankfurt 1959. Från den 5 mars 1991 döptes laget om till Frankfurter ESC Die Löwen (vilket betyder Lions). När DEL bildades 1994 blev laget känt som Frankfurt Lions. De har blivit tyska mästare en gång, säsongen 2003/2004.

### Fotnoter
1. ↑  ”Germany” (på engelska). AZ Hockey. Arkiverad från originalet den 3 mars 2016. https://web.archive.org/web/20160303193525/http://www.azhockey.com/champs/champsGermany.html. Läst 21 februari 2016.